# Hódegyháza
Hódegyháza (szerbül Јазово / Jazovo, a köznyelvben gyakran Jázova) falu Szerbiában, a Vajdaságban, az Észak-bánsági körzetben,Csóka községben található .

## Fekvése
Nagykikindától északnyugatra, Csókától délkeletre, az Aranka folyó közelében, Tiszaszentmiklós és Szaján közt fekvő település.

## Története

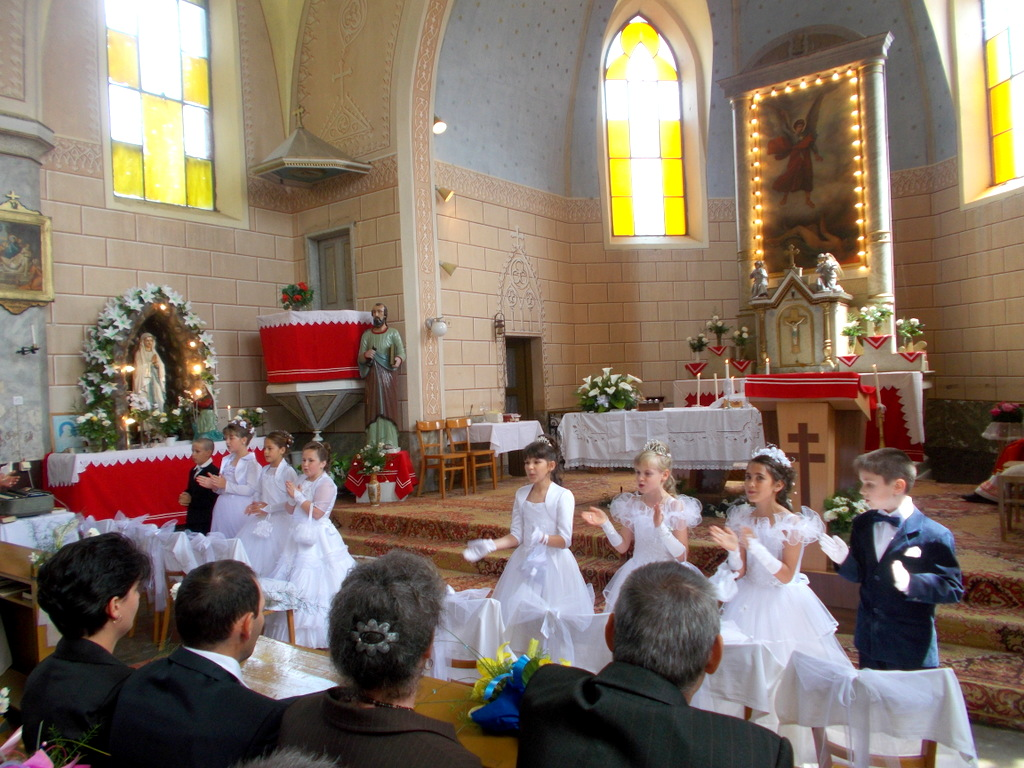
Első áldozás Hódegyházán 2015, május 24-én, Mihály Főangyal templomában

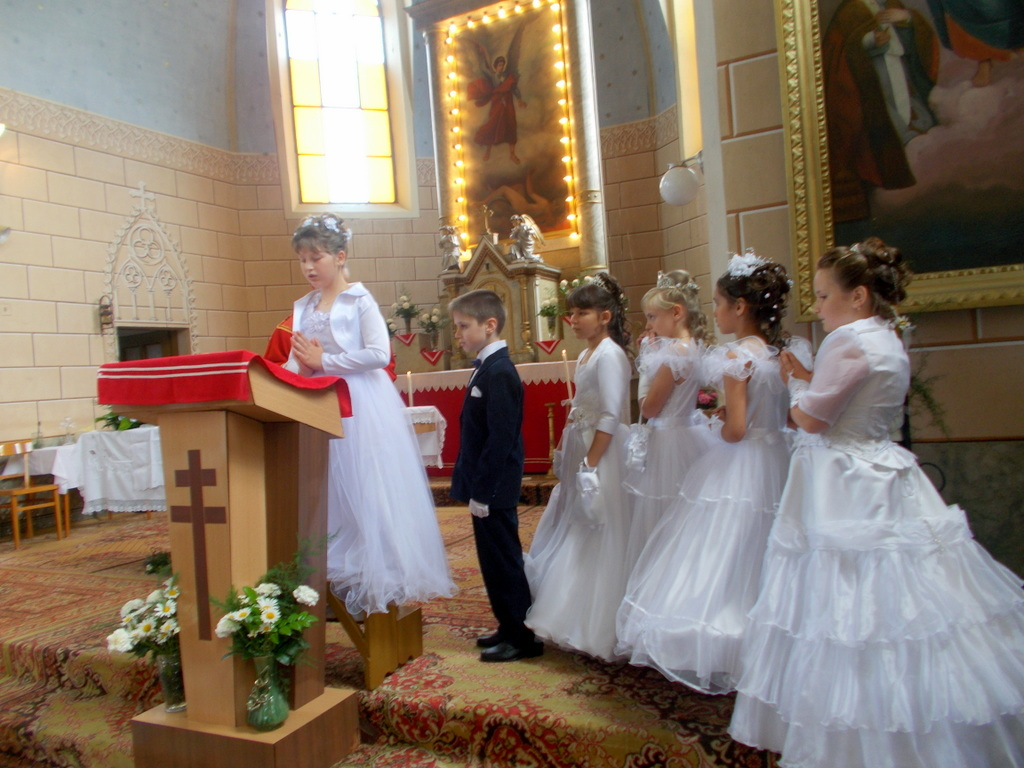
Első áldozás Hódegyházán 2015, girl reads saint lesson by mass

Hódegyháza közelében már a középkorban  állt egy hasonló nevű település.
1337-ben a pápai tizedjegyzék említette először, tehát ekkor már temploma is állt.
A 14. század elején a Csanád nemzetség volt Hódegyháza birtokosa.
1337-ben történt osztozkodáskor a Csanád nemzetség tagjai közül Csanád érsek és unokaöccsei, a Telegdyek kapták, kiknek utódai 1360-ban három részre osztották a falut, mely osztozáskor egyik részt Pongrác fiai, Tamás kalocsai érsek és Kelemen, a másikat Miklós fiai, György és Miklós, a harmadikat Lőrinc fiai, János és Tamás kapták meg, majd 1400 körül Hódegyházi Pál szerezte meg az egyik Telegdy részt.
1459-ben Telegdy András itteni részét elzálogosította Bodófalvi Ferenc deáknak, majd 1508-ban Telegdy István új királyi adományt kapott itteni birtokára.
A török hódoltság elején a falu magyar jobbágyai elköltöztek, helyükbe szerbek telepedtek. 1557–1558-as török adólajstromok szerint már csak 14 ház volt itt, azokban is szerbek laktak, akik a falu nevét Hodits-ra változtatták.
1561-ben Telegdy Mihály hódegyházi részét hűtlenség miatt elvesztette, egykori birtokát Nádasdy Tamás nádor Kerecsényi Lászlónak adományozta.  1653-ban a nádor Béltelki Pálnak és Olasz Pálnak adományozta, majd 1689-ben özvegy Bélteki Pálné végrendeletében a falut Csomaközi Lászlónak hagyományozta.
Hódegyháza a temesvári bánság szervezésekor már csak puszta volt, melybe 1760-ban a temesvári igazgatóság Szeged környéki magyarokból telepített ide szerződéses községet.
1812-ben a temesvári kamarai hivatal hat évre szóló szerződést kötött Jazova és Hadits nevű dohányültetvényekre. A két dohánykertészet ekkor 99 házban és 80 főből állt, lakói katolikus vallású magyarok voltak, és a dohányon kívül gabonát, árpát, zabot, kukoricát is termeltek, melyet főleg a szegedi piacon értékesítettek. Saját legelőjük nem volt, a szomszédos Tiszaszentmiklós maradványföldjeinek egy részét bérelték legelőnek. 
1816-ban a birtokot József nádor a kincstártól megvásárolta, majd 1833–1844 között Torontál megyei Akács, Nagy- és Kis-Bikács községből érkezett lakosokkal gyarapította.
A trianoni békeszerződés előtt Torontál vármegye Törökkanizsai járásához tartozott.

## Gazdasága
Lakossága főként állattenyésztéssel és földműveléssel foglalkozik. Továbbá van még két mesterséges halastó is. Az egyik 2006-ig állami tulajdonban volt, aztán privatizálták.

## Népesség

### Demográfiai változások
| 1948 | 1953 | 1961 | 1971 | 1981 | 1991 | 2002 | 2011 |
| ---- | ---- | ---- | ---- | ---- | ---- | ---- | ---- |
| 1861 | 1887 | 1729 | 1625 | 1261 | 1118 | 978  | 742  |

## Külső hivatkozások
- Hódegyháza története